# タップアウト

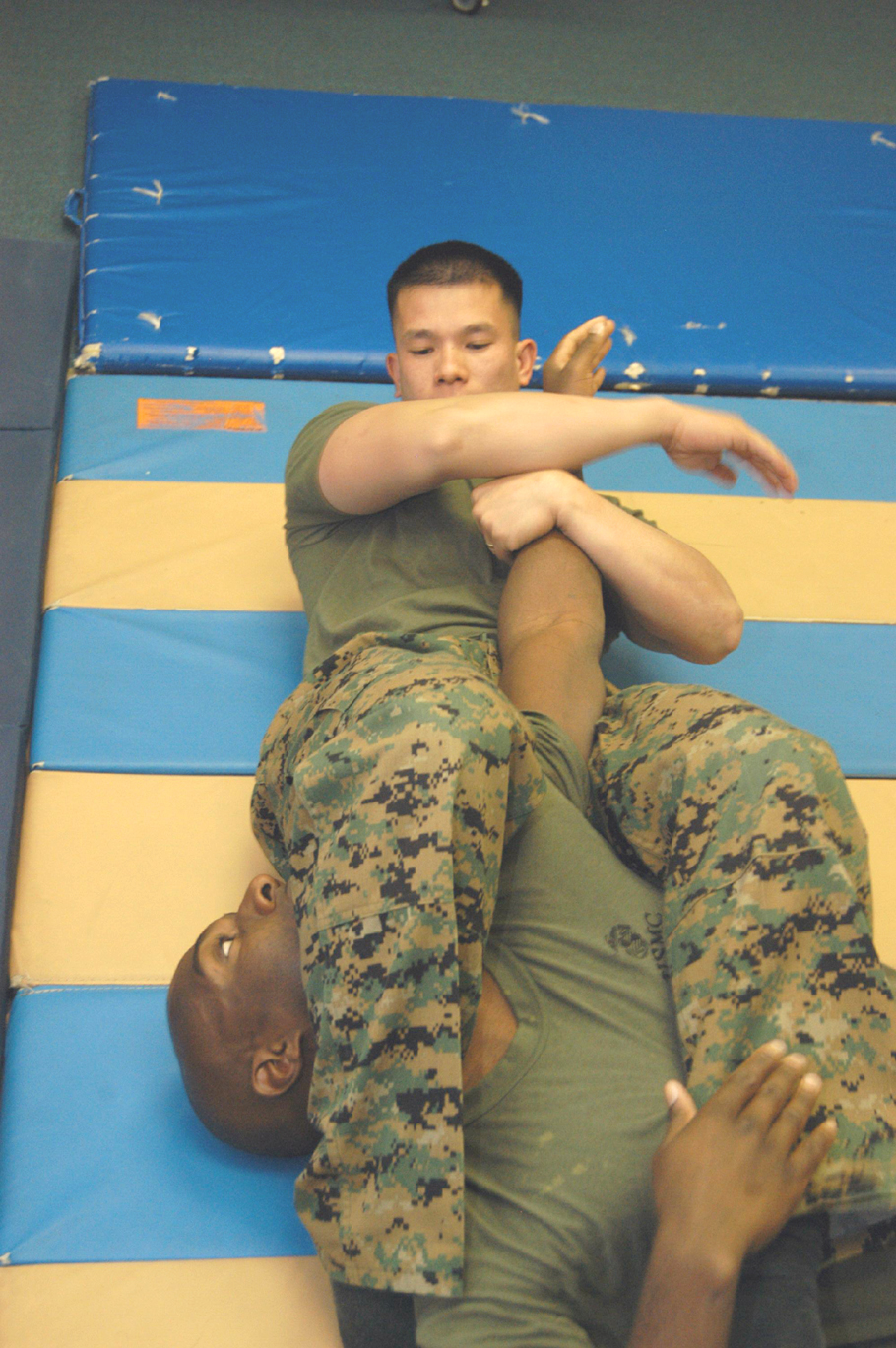
腕挫十字固をかけられた下の兵士が右手で相手を叩き、タップアウトを示している。

タップアウト（tap out）は、格闘技における選手の降参による試合決着である。ギブアップ、タップも同義である。口頭での降参の意思表示はバーバル・タップアウト、柔道では参ったという。

## 概要
柔術、柔道、プロレスや総合格闘技などの格闘技における試合の決着方法の一つである。極技などの練習や乱取りの時においても同様である。
関節技や絞め技など固技によってダメージを与えられる技を受けた時、あるいはアクシデント等が原因で、技を受けている選手が戦意喪失・試合続行不可能と判断した場合に、レフェリー・審判員に対して降参の意思表示をすることにより試合を決着する。タップアウトをした選手はその時点で敗北となる。

## 方法
意思表示法は、自らの動かせるほうの手または足で相手の体、もしくは畳やマットを2回ないし3回叩くことが一般的である。口頭やその他の動作で意思表示をする方法もある。感嘆や叫び声はサンボやブラジリアン柔術ではタップアウトの意思表示とみなされる。柔道ではみなされない。

## 特徴
打撃等でのノックアウトやピンフォール負けとは異なり、タップアウトは選手自らの意思で敗北を認める行為である。畳やマットを叩いた場合、稀にレフェリーや相手選手がタップを見逃すことがあるが、ビデオ撮影されているケースも多く、タップアウトした選手が嘘をつくケースはまずない（例外のケースとしてはムリーロ・ブスタマンチの項目を参照のこと）。
プロレスでは、悪役レスラーなどが「俺はギブアップしていないのにレフェリーの陰謀あるいは誤審で負けにされた」と主張して抗争継続のネタにする場合もある。
また、プロレスの三本勝負では、一本目や二本目で関節技が極まると、「どうせ外したりロープ・ブレークしたりできないのなら、早くギブアップした方がダメージが残らず賢い」といわれていた。

### 見込み一本
タップアウトは前述のように選手自ら負けを認める行為であるため、それを潔しとせず極まった技に耐え続ける選手もいる。このような場合で選手の身に危険が及びかねない時には、レフェリーやセコンドが試合を停止させることもある。これを「レフェリー・ストップ」と呼ぶ。骨折、脱臼、気絶がないのにレフェリー・主審が見込みで試合を停止させることは「見込み一本」とよぶ。
アマチュア格闘技である柔道では1899年制定の大日本武徳会柔術審判規程で見込み一本が規定される。柔道講道館ルールでは1900年には見込み一本があったが1951年に見込み一本が廃止され、男子は1966年から一部の大会で見込み一本が復活したが原則、見込み一本はとらない。女子は当初見込み一本があったが1995年から男子同様原則廃止に。国体、国民スポーツ大会の前身である1924年から始まった明治神宮競技大会の柔道では見込み一本がなかった。書籍『新柔道 寝技篇』に掲載された高専柔道の審判規定では見込み一本はない。富山県立大学の岡本啓は、この規定は1926年から1933年のある時点の規定である旨、論文に掲載している。1929年からの昭和天覧試合の審判規程でも見込み一本はなかった。七大学柔道では肘関節技のみ見込み一本がある。IJFルールにおいては1967年の最初の規定から見込み一本はとらず選手が気絶、脱臼、骨折すると一本となる。2001年までに規定改正され、脱臼、骨折の場合はまだ戦闘能力があると見なされれば一本はとらないことになった。そののち、2014年までに主審の判断で医師に診察してもらうために「マテ」をコールした後、試合続行不可能である旨を医師が主審に告げた場合、負傷棄権勝ちが相手に宣することができるようになった。
ブラジリアン柔術ではかつては見込み一本は取らなかったが、2018年までに国際ブラジリアン柔術連盟では見込み一本の規定ができた。しかしながら黒帯の試合ではめったに取られない。国際柔術連盟の寝技柔術（別名ブラジリアン柔術）では2019年現在、見込み一本はない。
サンボ（スポーツサンボ、コンバットサンボ）にも見込み一本はない。
国際柔術連盟の柔術ファイティングシステムでも見込み一本はない。
一方、日本のプロ総合格闘技では気絶、脱臼、骨折していない状況での見込み一本が度々とられている。